# Roger Moute a Bidias
Roger Moute a Bidias (Yaoundé, 22 aprile 1995) è un cestista camerunese.